# Kombu
El kombu (en japonès també dashi kombu o haidai, de nom científic Saccharina japonica) és una alga marina comestible molt usada en la gastronomia japonesa i xinesa, on tradicionalment s'utilitza com a base de brous, o "dashi" en japonès. És un aliment que comprèn una àmplia varietat d'espècies d'algues de característiques molt similars: són algues laminars que es troben en aigües profundes i poden fer fins a 2 metres de llargària. Són de consistència carnosa i tenen una elevat contingut de minerals, aminoàcids essencials i fibra. Kombu en japonès significa "felicitat", associant el consum d'aquesta alga amb una bona salut i una vida molt llarga.
Malgrat ser un tipus d'alga silvestre, al Japó es cultiva penjant-la en una corda submergida a l'aigua (com en la mitilicultura). El cultiu al Japó es troba principalment a l'illa de Hokkaido, però una petita part de la producció en aquest país es troba més al sud, cap a la regió de Honsu. També es cultiva en altres llocs com la Xina, Rússia, Tasmània, Austràlia, Sud-àfrica, França i Galícia. Amb ella també es produeix alginat, del qual la Xina en produeix 10.000 tones cada any.

## Història
L´ús del Kombu, especialment en l'àmbit gastronòmic, està especialment relacionat amb la cultura i cuina japoneses. Al Japó hi ha hagut molta tradició d'ús i consum de laminàries durant segles, i juntament amb la República Coreana eren els països que més es dedicaven a l'exportació d'aquests productes, ja que per raons climatològiques eren els llocs on aquestes algues creixien de manera natural.
En la tradició Japonesa els camperols recol·lectaven les algues: les dones aquelles que arribaven a la costa i els homes aquelles que podien pescar amb les seves barques (les collien de roques en zones costals més profundes), i després les assecaven al sol. En molts casos el que realment interessava a la indústria era la pols de Kombu, ja que serveix per a fer un carbonat que dona resistència a altres materials com el vidre, i aquesta s'obtenia cremant-les en piles o bé en forns més especialitzats en menys quantitat.
Un dels països que més Kombu importava Kombu era la Xina, però l'any 1927 van començar a créixer aquestes algues en algunes regions del país, probablement a causa d'una introducció accidental d'aquelles espècies a arrel d'alguna importació Japonesa. Des d'aleshores el Kombu s'ha cultivat en grans quantitats a la Xina, en un primer moment seguint els mètodes tradicionals japonesos, respectant el cicle natural biennal de Laminaria, i més endavant, amb un increment global de la demanda de Kombu, amb mètodes de cultiu que n'acceleraven la producció.
Pel que fa a Europa, tot i que el Kombu no està tant establert en la cultura gastronòmica, les laminàries han estat usades per diferents aplicacions també desde fa segles. Per exemple, hi ha registres del segle xvii que parlen d'artesans francesos utilitzant el Kombu per tal de fer el carbonat ja esmentat. La recol·lecta i processament de les algues era molt similar a la japonesa: els homes recollien les algues de les roques que es trobaven més mar endins i les dones i els nens s'encarregaven de recollir aquelles que acabaven a la costa. Les algues s'assecaven i es cremaven. La indústria va agafar tanta importància en cert punt que es van haver de crear demarcacions per a regular la recol·lecta. Fins i tot l'any 1692 el rei Lluís XIV va decretar que entre el 15 de març i el 15 de Setembre d'aquell any la Companyia Reial d'Artesans del Vidre tenien l'exclusiu privilegi de poder collir les algues de la costa de La Hague.
Al Regne Unit la indústria de la pols de Kombu també va tenir un gran impacte, però va arribar més tard. La producció d'aquest producte es donava especialment a les illes Orkney, a Escòcia, i va començar al voltant del 1722. Al principi hi havia una forta oposició a la producció de carbonat a partir d'algues per part dels habitants de les illes, oposició que va arribar a causar disturbis amb intervenció policial. Tot i així, veient el positiu impacte econòmic que tenia la producció d'aquestes algues la indústria va guanyar ràpidament popularitat, i la producció d'aquest compost es va estendre per més països nord-europeus.
La indústria Europea del Kombu va patir una aturada en sorgir alternatives més eficaces per a la producció de carbonat, però es va recuperar amb el descobriment dels alts continguts en iode, especialment en Laminarials. Tot i així, el principal productor de iode d'origen laminarial era el Japó.
| Any           | 1902 | 1903 | 1904 | 1905 | 1911 | 1914 | 1916 | 1917 | 1918 | 1919 | 1920 | 1929 |
| Tones de iode | 1.8  | 15   | 30   | 50   | 60   | 100  | 294  | 216  | 227  | 249  | 75   | 115  |

## Aplicacions

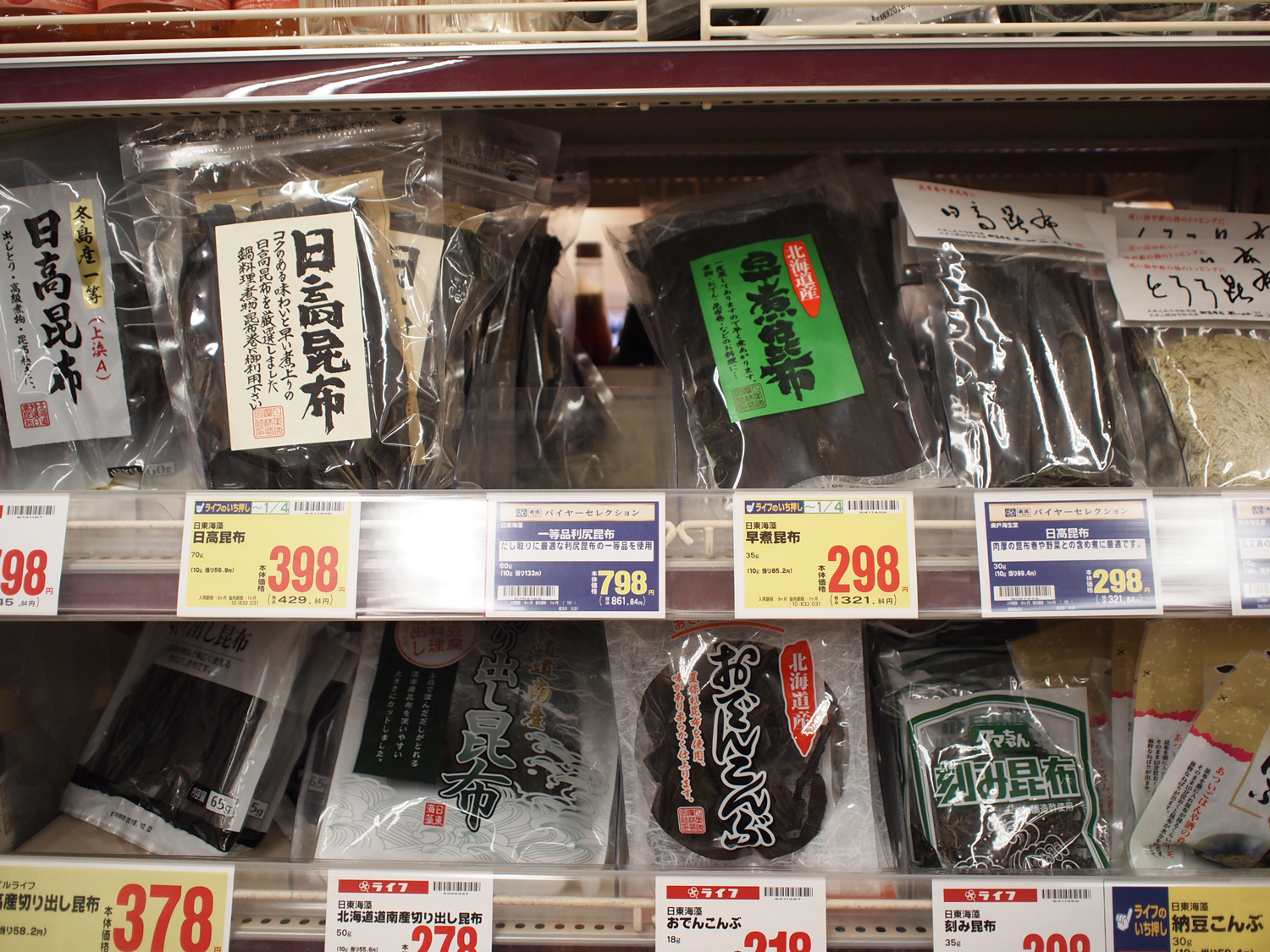
Kombu assecat en venta en un supermercat al Japó.

### Gastronomia
L'alga kombu és un element utilitzat en gastronomia per aportar sabor umami a tot tipus de plats gràcies a la presència de l'àcid glutàmic en les seves cèl·lules. Aquesta propietat va ser descoberta per Kikuane Ikeda l'any 1908, després de diversos experiments amb el brou fet a partir d'aquesta alga (kombu dashi). Es ven assecada, adobada en vinagre ('su kombu') o en porció seca ("Oboro kombu" o "Shiraga kombu"). Es pot menjar fresca com a sashimi o en forma de brou calent ('dashi kombu').
A Okinawa la cunia tradicional es basa en gran manera en l'ús de la kombu degut al paper d'aquesta regió en les exportacions d'aquesta alga a la Xina, amb un índex mitjà de consum per família més elevat que a la resta de prefectures del Japó.
Aquest ingredient, a part de pel sabor que aporta, també permet accelerar el temps de cocció d'altres aliments quan es cuinen junts, específicament verdures com mongetes i llenties.

#### Brous

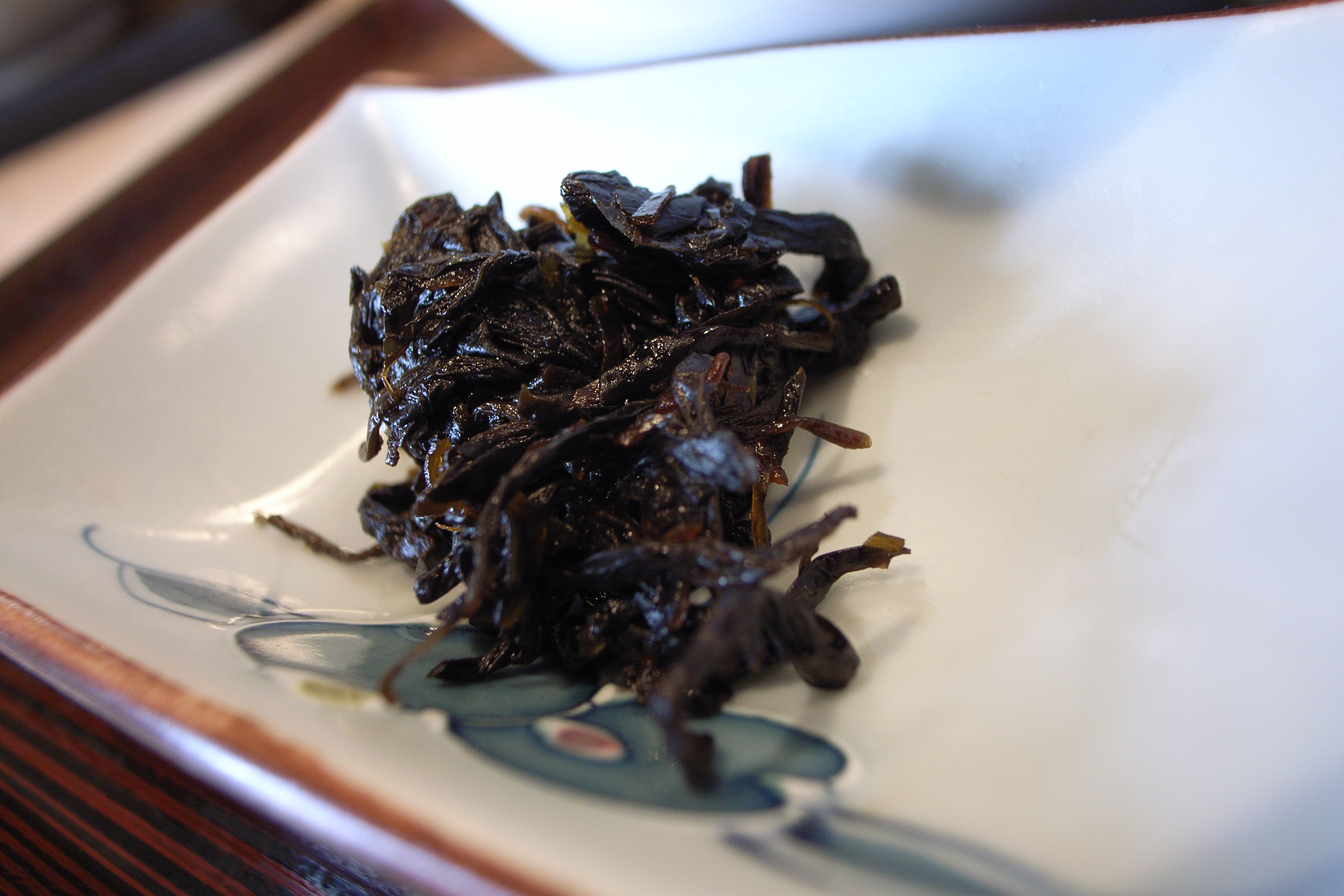
Un plat de tsukudani fet amb kombu

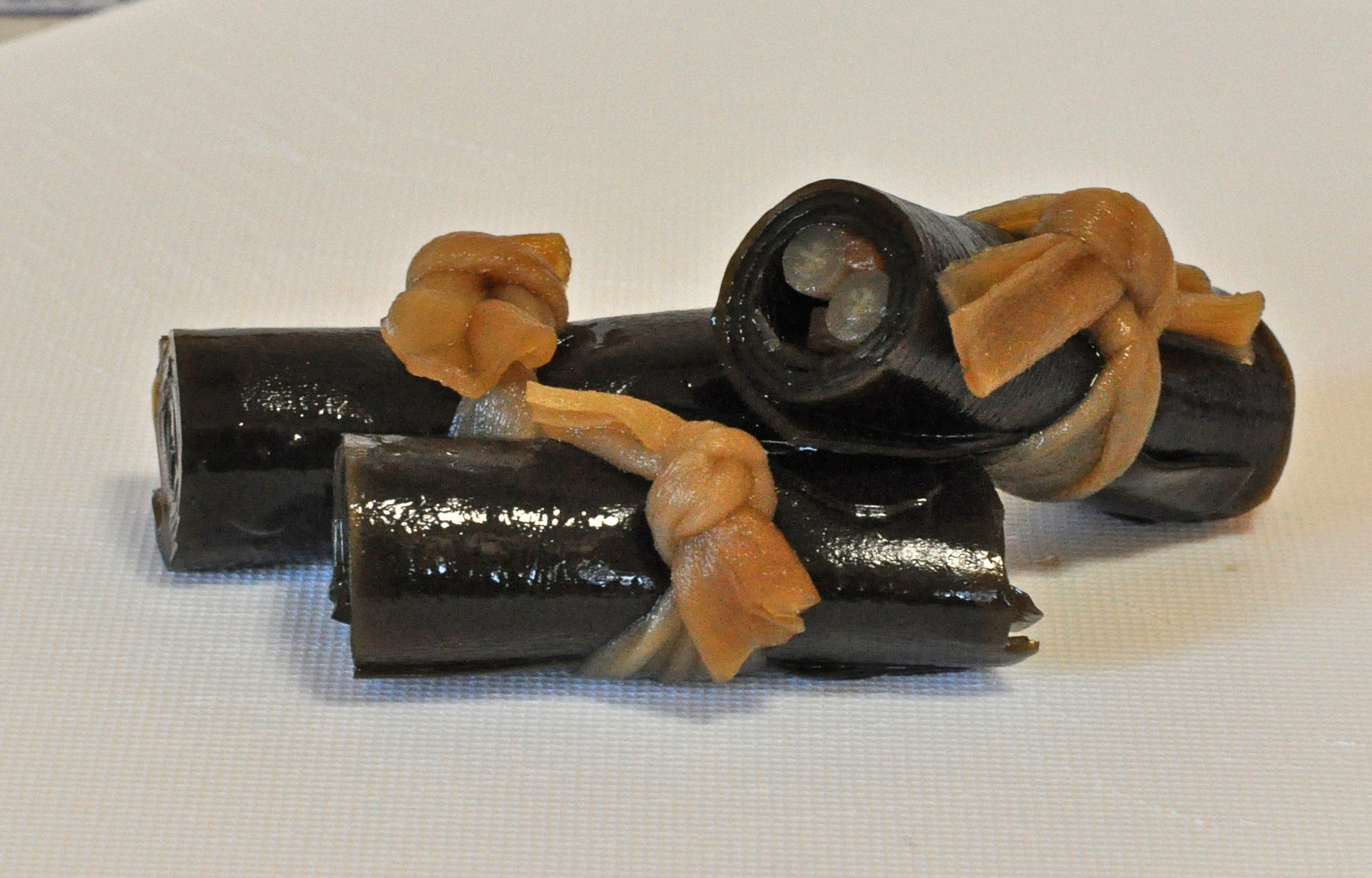
Kobumaki elaborat enrotllant diversos tipus de peix amb Kombu.

En molts països hi ha brous típics cuinats amb diferents ingredients (normalment ossos d'animals i les parts més gelatinoses d'aquests), al Japó degut a la geografia del país el que és molt comú és el brou d'algues. En japonès dashi, el brou fet amb base de kombu (kombu dashi) es prepara posant l'alga en aigua freda i retirant-la del foc just quan arrenca el bull, permetent així que aquesta alliberi el sabor umami que la caracteritza. A partir d'aquest brou s'elabora una gran varietat de plats (com ara la sopa de miso), afegint fideus i altres condiments com bolets o diferents tipus de carn.

#### Plats
En llesques es fa el tsukudani, un plat amb salsa de soia i mirín (licor d'arròs).
La kombu també s'incorpora com a condiment a l'arròs del sushi. Cal diferenciar-la, però, de la Nori (海苔) que és l'alga utilitzada per fer el sushi i mantenir-ne l'estructura o com a complement en forma de tsukudani, per exemple.

#### Begudes
La kombu es serveix en trossets amb el te verd o altres begudes. El kombu cha (昆布茶, "te de kombu") és una beguda feta a base de kombu seca i en pols. No s'ha de confondre amb el rus kombucha, que és una beguda feta a partir de la fermentació de certs microorganismes aliens a aquesta alga.

### Biocombustible
Gràcies al seu alt contingut de lípids aquesta alga pot ser utilitzada per produir biocombustibles mitjançant un procés de piròlisi. També es pot dur a terme una fermentació fosca per obtenir biohidrògen a partir de Saccharina japonica, i s'han dut a terme estudis que plantegen l'ús de certs microorganismes per a la síntesi d'etanol a partir dels alginats extrets d'algues brunes com la Kombu. Tot i això no és un biocombustible utilitzat actualment, està en etapa d'estudi.

### Cosmètics
La presència de l'àcid algínic en aquesta alga és útil també en la indústria cosmètica, ja que si s'extreu correctament es pot utilitzar per produir cosmètics i pastes de dents.

### Medicina
Les Laminarials es fan servir també per la dilatació cervical. Aquest tipus d'algues tenen la capacitat d'absorbir l'aigua i dilatar-se. Es fa servir principalment les tiges seques de les algues, que a l'humitejar-se poden augmentar la seva mida entre 3 i 5 vegades respecte el volum sec.
Els dilatadors de laminaria s'han fet servir per dilatar el coll uterí i induir el part o l'avortament. Quan s'insereixen, absorbeixen la humitat del seu voltant i s'expandeixen gradualment fins triplicar la seva mida.

## Cultiu
Originalment la collita d'algues creixent en estat salvatge era suficient, i el seu consum majoritari estava localitzat al Japó, Xina i Corea. Al Japó, el kombu prové principalment de l'illa de Hokkaido encara avui dia, però a causa d'un increment en la demanda a partir del segle XX es va començar a implementar el cultiu artificial per tal d'estendre els cultius a altres parts del territori i augmentar-ne la producció. Actualment les diferents espècies d'algues que denominem sota el nom comú de kombu es poden trobar en algicultius arreu del món. Trobem cultius a la costa est dels Estats Units, a diverses zones d'Europa com ara Alemanya, Noruega o Espanya (a les costes de Galícia) i Rússia, entre d'altres.
El mètode de cultiu més estès i en el que es basen també els mètodes actuals va sorgir a la Xina durant els anys 50. Aquest té en compte el cicle vital de l'alga, que passa per dues fases o generacions diferents al llarg de la seva vida basant-se en una combinació del "cultiu forçat", és a dir, el creixement fora del mar i la posterior transferència de les frondes a l'aigua; i el mètode de trasplantament, que també implica un creixement controlat en tancs però avançant transferència al mar de manera que el creixement real té lloc en un ambient natural.
L'alga que veiem i consumim rep el nom d'esporòfit, és la fase del cicle en que l'alga allibera espores. A principis d'estiu s'agafen algunes d'aquestes algues i es posen en tancs preparats amb les condicions específiques per afavorir l'alliberació d'aquestes espores. Aquí hi ha una sèrie de marcs amb cordes penjant d'ells, que és on s'establiran les espores i on es desenvoluparan en la generació microscòpica de l'alga, el gametòfit. Aquest donarà lloc a cèl·lules sexuals que es fusionaran per formar un nou individu, diferent dels dos progenitors, que es desenvoluparà unit a la corda i donara lloc a un esporòfit. A continuació es deixen passar entre un i dos mesos a què les cordes quedin recobertes d'aquestes algues fins que creixen entre 1 i 2 mm. Aleshores es passa el marc al mar i es torna a esperar un o dos mesos a què creixin fins als 10-15 cm. Finalment, es treuen els esporòfits de la corda i es traspassen a una corda més gruixuda on creixeran completament fins poder ser ser collits. Aquestes cordes estan unides a boies de plàstic o vidre que permeten que tot el conjunt floti.
Hi ha dues maneres d'estructurar la plataforma de cultiu:
- Plataforma de corda simple: S'estableixen unes cordes guia que queden ancorades al fons de l'aigua unides a unes boies que proporcionen flotabilitat al conjunt, i a cadascuna d'aquestes cordes s'hi uniran les sogues amb les algues unides, cadascuna d'aquestes amb un pes a l'extrem.[10]
- Plataforma de línia horitzontal: Les cordes guia s'han de posar en paral·lel, ancorades al fons de l'aigua i amb boies que proporcionen flotabilitat. En aquest cas les sogues amb les algues s'uneixen perpendicularment a les cordes guia, de manera que queden horitzontals.[10][25]

Cada plataforma té els seus avantatges i inconvenients, i el seu moment d'ús adequat, la plataforma de corda simple es fa servir en aigües clares, i permet ajustar fàcilment la profunditat a què creixen les frondes. Tot i així, pot ser que no tots els esporòfits tinguin el mateix accés a la llum, de manera que se sol girar la corda a la meitat de temps de cultiu. El mètode de la línia horitzontal, en canvi, es fa servir quan l'aigua té una certa terbolesa, de manera que totes les frondes queden més a prop de la superfície i reben la llum necessària.
L'extracció de kombu es produeix en els termes establerts al reglament de pesca Sakhalín-Kurils, on s'esperen uns 2 anys per assegurar que compleixin els requisits d'un aliment apte pel consum humà. El moment exacte per extreure l'alga comença al març i acaba entre l'abril i el maig per evitar que creixin microorganismes per l'augment de la temperatura de les aigües. S'acostuma a fer en èpoques on les aigües estan calmades, el que fa les recollides més fàcils i ràpides; amb un temps nuvolat i una temperatura d'entre 0 °C i 10 °C que ajuda a mantenir la qualitat de les algues.

## Processament
Degut al seu elevat contingut d'aigua, les algues kombu permeten un elevat creixement de microorganismes, el qual redueix la seva vida útil i pot suposar un problema per a la salut del consumidor. És per això que al llarg dels anys s'han anat desenvolupant mètodes de preservació que allarguen aquest període en què l'alga és apta per al consum.
El mètode més típic de conservació és l'assecat de l'alga, de manera que es redueix molt l'activitat de l'aigua i, per tant, també la dels microorganismes, limitant en gran manera la seva proliferació; aquest mètode, però, no garanteix la seguretat de l'aliment. L'assecat es pot fer a l'aire lliure, fins que es forma una pel·lícula de sal indicant que el procés ha acabat i que el producte està llest per a empaquetar i consumir. De totes maneres, cada cop més aquest procediment té lloc en instal·lacions industrials d'assecat, on el kombu s'exposa a temperatures una mica inferiors a 50°C durant un període d'entre 24 i 48 hores. L'assecat disminueix molt el volum de l'alga i pot canviar-ne molt la forma, arribant a trencar-la en alguns casos i empitjorant així l'acceptació del producte per part del consumidor.
Un altre mètode que s'ha començat a implementar més recentment és el processament a alta pressió o HPP per les seves sigles en anglès (High Pressure Processing). L'HPP és un processament que no implica temperatura i que presenta alguns avantatges respecte la seguretat i manteniment de les propietats de l'aliment. S'apliquen entre 400 i 600 MPa de manera que s'allarga la vida útil del producte fins a 180 dies a 4 °C, ja que aquestes condicions fan disminuir la quantitat de microorganismes degut a les elevades pressions. Aquesta millora, a més, implica tan sols petits canvis en les característiques fisico-químiques, color i textura que es consideren acceptables per a aquest aliment sense perdre les propietats nutritives de l'aliment, com ara el seu efecte antioxidant. Així doncs, en diversos estudis s'ha conclòs que el processament a alta pressió o HPP és un mètode fiable, que permet allargar la vida útil de l'alga, en millora la qualitat des del punt de vista microbiològic i presenta altres avantatges econòmics i de manteniment.
Existeixen també altres mètodes de preservació com la salaó, que també implica una deshidratació de l'aliment. En aquest cas, tot i que és un mètode àmpliament usat, encara no hi ha dades sobre els possible efectes sobre les propietats de l'aliment a l'hora de fer la dessalinització. També es fa servir la congelació, tot i que la seva aplicació amb algues a escala industrial no està encara ben estudiada.

## Taxonomia
Hi ha diverses espècies que són molt similars i se les anomena Kombu de forma genèrica, la majoria de les quals formen part de l'ordre Laminarials.
- Saccharina japonica (també Laminaria japonica), ordre Laminariales.[32][33]
- Saccharina religiosa (també Laminaria religiosa)', ordre Laminariales.[32][34][1]
- Saccharina diabolica (també Laminaria diabolica)', ordre Laminariales.[32][35]
- Saccharina ochotensis (també Laminaria ochtoensis)', ordre Laminariales.[32][34]
- Saccharina latissima (també Laminaria saccharina)', ordre Laminariales.[32][36]
- Saccharina angustata (també Laminaria angustata), ordre Laminariales.[32][34]
- Saccharina longissima (també Laminaria longissima), ordre Laminariales.[32][34]
- Saccharina coriacea (també Laminaria coriacea), ordre Laminariales.[32][34]
- Saccharina longipedalis (també Laminaria longipedalis)', ordre Laminariales.[32]
- Saccharina cichorioides (també Laminaria cichorioides), ordre Laminariales.[32][37]
- Saccharina sculpera (també Kjellmaniella crassifolia), ordre Laminariales.[32][34]
- Saccharina gyrata (també Kjellmaniella gyrata o Laminaria gyrata), ordre Laminariales.[32]
- Arthrothamnus bifidus, ordre Laminariales.[32][38]
- Laminaria farlowii, ordre Laminariales, també coneguda amb el nom de "Golden kombu".[32][39]

## Composició i Nutrició
| Element                | g/100g | Mineral | g/100g       | Vitamina | g/100g        |
| ---------------------- | ------ | ------- | ------------ | -------- | ------------- |
| Fibra total:           | 6.2    | Calci   | 0.3647       | B1       | 1.375 · 10-4  |
| > de la qual soluble   | 5.4    | Potassi | 2.0132       | B2       | 1.375 · 10-4  |
| > de la qual insoluble | 0.8    | Magnesi | 0.4035       | B3       | 0.0612        |
| Carbohidrats           | 9.9    | Sodi    | 0.6246       | B6       | 6.4125 · 10-3 |
| Proteïna               | 5 -12  | Coure   | 0.0003       | B8       | 6.4125 · 10-3 |
| Lípids                 | ≈ 2    | Ferro   | 0.0456       | C        | 3.5525 · 10-2 |
|                        |        | Iode    | 0.07         | E        | 3.4375 · 10-3 |
| Zinc                   | 0.0016 | B12     | 0.495 · 10-6 |          |               |

El consum de kombu té atribuïts diversos beneficis, com ara una reducció en les taxes de sucre en sang, els seus efectes depuratius i digestius i una millora en la circulació sanguínia.
Algunes de les principals raons per les quals aquest aliment té un impacte positiu en la digestió és el seu alt contingut en fibra, i que està relacionat amb la prevenció de la diabetis o de malalties cardiovasculars. També afavoreixen en la salut cardiovascular el Potassi o per exemple el Magnesi (que regula el cicle cel·lular), elements també rellevants en el desenvolupament òssi o en el sistema nerviós.
Una de les característiques més rellevants del Kombu és l'alt contingut en Iode que presenten totes els seves espècies. El Iode és un element essencial sobretot per la glàndula tiroidea, on ajuda a sintetitzar les hormones triodetironina (T3) i tetraiodetironina o tiroxina (T4), hormones tiroïdals vitals per a la regulació del metabolisme. En països Europeus, on hi ha poc consum d'aliments rics en iode, són molt freqüents els casos d'hipotiroïdisme (especialment en dones) o de goll tiroidal. A més a més, la deficiència de Iode en dones embarassades augmenta el risc de part prematur, avortaments espontànis o de que el nadó pateixi dèficits auditius o psicomotors entre d'altres. Tot i que la implementació de sal iodada al mercat ha millorat significativament la incidència d'aquestes condicions, la incorporació d'algues com el Kombu en la dieta occidental ajudaria a reduir els casos. En canvi, en zones on el consum de Kombu és molt habitual, sobretot al Japó, hi ha molts casos d'hipertiroïdisme, relacionat amb un excés de iode. És per aquesta mateixa raó que la comercialització d'espècies com Laminaria digitata, que té un contingut de iode remarcable, com podem veure a la taula de dalt, ha estat prohibida o regulada en països com França. Per tant, el consum de Kombu només representa un avantatge nutricional quan se'n fa un consum no excessiu, d'altra manera pot acabar causant malalties relacionades amb una ingestió massa alta de iode.
En general el Kombu conté una gran majoria dels principis actius reconeguts en algues que puguin mostrar activitat antioxidant, anticancerosa i antimicrobiana. És, de fet, de les algues que presenta una activitat antioxidant més gran. També mostra una inhibició del creixement microbià remarcable en el cas de bacteris gram positius, i menys eficient, però de totes maneres notable, en bacteris gram negatius i algunes espècies fúngiques del gènere Candida.
En contrasts a tots aquests avantatges, cal remarcar que, com a algues brunes, el Kombu té un contingut de proteïna relativament baix en comparació a la resta d'algues usades pel consum alimentari (com ara les algues verdes). Així doncs, podem incorporar-la com a font de proteïna però hauria de ser complementària a altres tipus d'aliment.

## Control
L'augment del consum de kombu a occident ha fet que la Comissió Europea presenti una sèrie de recomanacions per estudiar paràmetres com els metalls i el iode presents en algues marines, plantes halòfiles i productes basats en algues marines, així com la presència de microorganismes.
Els metalls pesants són elements químics amb una densitat elevada i són tòxics per a l'ésser humà, i les algues marines presenten concentracions d'arsènic, cadmi, iode, plom i mercuri.
L'obtenció de les mostres es fa sobre la base de les normes recollides en el Reglament (CE) nº 333/2007 de la Comissió, del 28 de març de 2007, on s'estableixen els mètodes de mostreig i d'anàlisi pel control dels nivells d'elements traça i dels contaminants.

### Mètodes d'anàlisi
Anàlisi microbiològic: Estudi de microorganismes en plaques de petri amb diferents medis de cultiu, per observar el creixement de diferents tipus de bacteris i de fongs. Aquests estudis s'han fet com a mesura preventiva per veure quins microorganismes poden créixer i en quines quantitats i, si cal, aconseguir un tractament eficaç per reduir-los al mínim. S'ha vist que la sal present a les algues alenteix el creixement microbià, i que, a més, aquestes també sintetitzen compostos inhibitoris actius contra bacteris i fongs.
Espectrometria de masses per plasma d'acoblament inductiu (ICP-MS): Determinació de plom, cadmi, arsènic, iode i mercuri total.
Cromatografia de líquids acoblada a ICP-MS (HPLC-ICP-MS): Determinació d'arsènic inorgànic i metilmercuri.
Espectroscòpia d'absorció atòmica amb amalgamació: Determinació de metilmercuri i mercuri total.

### Valors de referència
Mercuri: Segons està recollit al Reglament (CE) n.o 396/2005 del Parlament Europeu, el límit màxim de mercuri present a algues i organismes procariotes és de 0,01 mg/kg
Iode: La ingesta mínima de iode és de 600 μg/ dia en adults i de 200 μg/dia en nens d'1 a 3 anys. Segons el comitè, la ingesta de productes fets a base d'algues riques en iode, sobretot aquells dessecats poden provocar una ingesta molt superior a l'establerta per la Unió Europea. El màxim és de 20 mg/kg de matèria seca.
De l'arsènic, el cadmi i el plom, la Comissió Europea encara no ha establert els màxims en algues. El comitè recomana que durant el 2018, 2019 i l 2020 els estats memebres col·laborin amb les empreses alimentarias per tal de controlar i establir la presència de metalls pesants en algues marines, plantes halòfiles i productes elaborats a base d'algues.
Entre les algues comestibles trobem:
- Kombu: Laminaria japonica / Saccharina japonica[58]
- Arame: Ecklonia bicyclis[58]
- Fucus vesiculosus[58]
- Palmaria palmata[58]
- Hiziki: Hizikia fusiforme[58]
- Chondrus crispus[58]
- Laminaria digitata[58]
- Porphyra i Pyropia spp.[58]
- Alga de roca: Ascophyllum nodosum[58]
- Enciam de mar: Ulva sp.[58]
- Espagueti de mar: Himanthalia elongata[58]
- Alga dentada: Fucus serratus[58]
- Codium sp.[58]
- Kelp del sucre: Saccharina latissima[58]
- Wakame: Undaria pinnatifiada[58]
- Kelp alat: Alaria esculenta[58]
- Additius a base d'algues marines: E400, E401, E403, E404, E405, E406, E407, E407a i E160a[58]

## Microorganismes associats

### Bacteris
Els estudis de les comunitats bacterianes associades a macroalgues, les seves interaccions i l'ecologia encara són escassos.
En el cas de Laminaria sp., el recompte de cèl·lules bacterianes varia al llarg de l'any, sent més baix a l'hivern i més elevat a la primavera. La composició bacteriana de les comunitats també canvia depenent de l'estació de l'any en la que es trobin, predominant els bacteris psicròfils a l'hivern i bacteris mesòfils a l'estiu.
En estudis posteriors amb mostres de Laminarina sp., s'han aïllat membres del gènere Vibrio, Flavobacterium, Pseudomonas, Erwinia, Planctomycetes, Escherichia i bacteris corineformes, tots amb l'habilitat d'aprofitar components de l'alga com el mannitol, l'alginat o la laminarina.
Els planctomycetes poden formar biofilms en la superfície d'algunes espècies d'algues Laminarials.
La disminució de la biomassa de Laminaria japonica acostuma a estar relacionada amb la infecció per soques patògenes com Alteromonas espejiana, Pseudoalteromonas elyakovii i P. bacteriolytica.
Alteromonas espejiana: bacteri descomponedor de l'àcid algínic, el que provoca dany cel·lular. Poden causar també blanquejament i lesions al tal·lus.
Pseudoalteromonas elyakovii i P. bacteriolytica: bacteris responsables de la malaltia de la taca vermella (red spot disease).

### Phaeovirus
Són virus de dsDNA (DNA de doble cadena) que insereixen el seu genoma en les algues brunes (hostes). Tot i que només s'han trobat aquests virus infectant a algues Ectocarpales, han aparegut evidències moleculars que indiquen l'aparició d'un nou clúster, conegut com subgrup-C que infecta els gèneres Laminaria i Saccharina.
El virus de Laminaria digitata (LdigV) és un exemple de virus del subgrup-C, que entra al nucli del seu hoste i es replica. A continuació es produeix una degradació dels cloroplasts i l'assemblatge dels virions al citoplasma, tant de les cèl·lules vegetatives com de les cèl·lules reproductores.